# Guerra gòtica (424-425)
La guerra gòtica dels anys 424 i 425 va ser un conflicte bèl·lic ocorregut a l'Imperi Romà d'Occident. Va enfrontar als visigots contra un exèrcit imperial dirigit per Aeci i reforçat amb contingents huns.

## Antecedents
En 418 l'Imperi occidental havia concedit un assentament als visigots al sud-oest de la Gàl·lia per finalitzar la llarga guerra que havia mantingut amb ells entre els anys 408 i 416. El territori assignat incloïa l'accés a la costa atlàntica, però deixava en mans romanes la part mediterrània on se situaven els principals ports, entre ells, la rica ciutat d'Arles on, des de 407, havia estat situada la capital de la prefectura del pretori de les Gàl·lies. Els termes de l'acord establien que els visigots havien d'actuar com a aliats de l'Imperi, però la relació es va deteriorar aviat, ja que el contingent militar que van proporcionar en ocasió de la campanya contra els vàndals el 422 va abandonar els romans poc abans de la batalla final d'aquesta.
La mort de l'emperador Honori en 423 sense successor va provocar una guerra civil entre Joan, qui havia estat proclamat emperador occidental, i Teodosi II, l'emperador oriental en aquest moment. Dins de l'Imperi occidental, el nou govern no va comptar amb un suport unànime de tal manera que es va haver d'enviar a la diòcesi d'Àfrica al minvat exèrcit italià per intentar sufocar la rebel·lió de Bonifaci, campanya que es va saldar amb un fracàs el que va ser aprofitat pels seguidors de la dinastia teodosiana per rebel·lar-se a Arles on van assassinar al prefecte del pretori de les Gàl·lies i els principals oficials militars que recolzaven a Joan.

## Desenvolupament

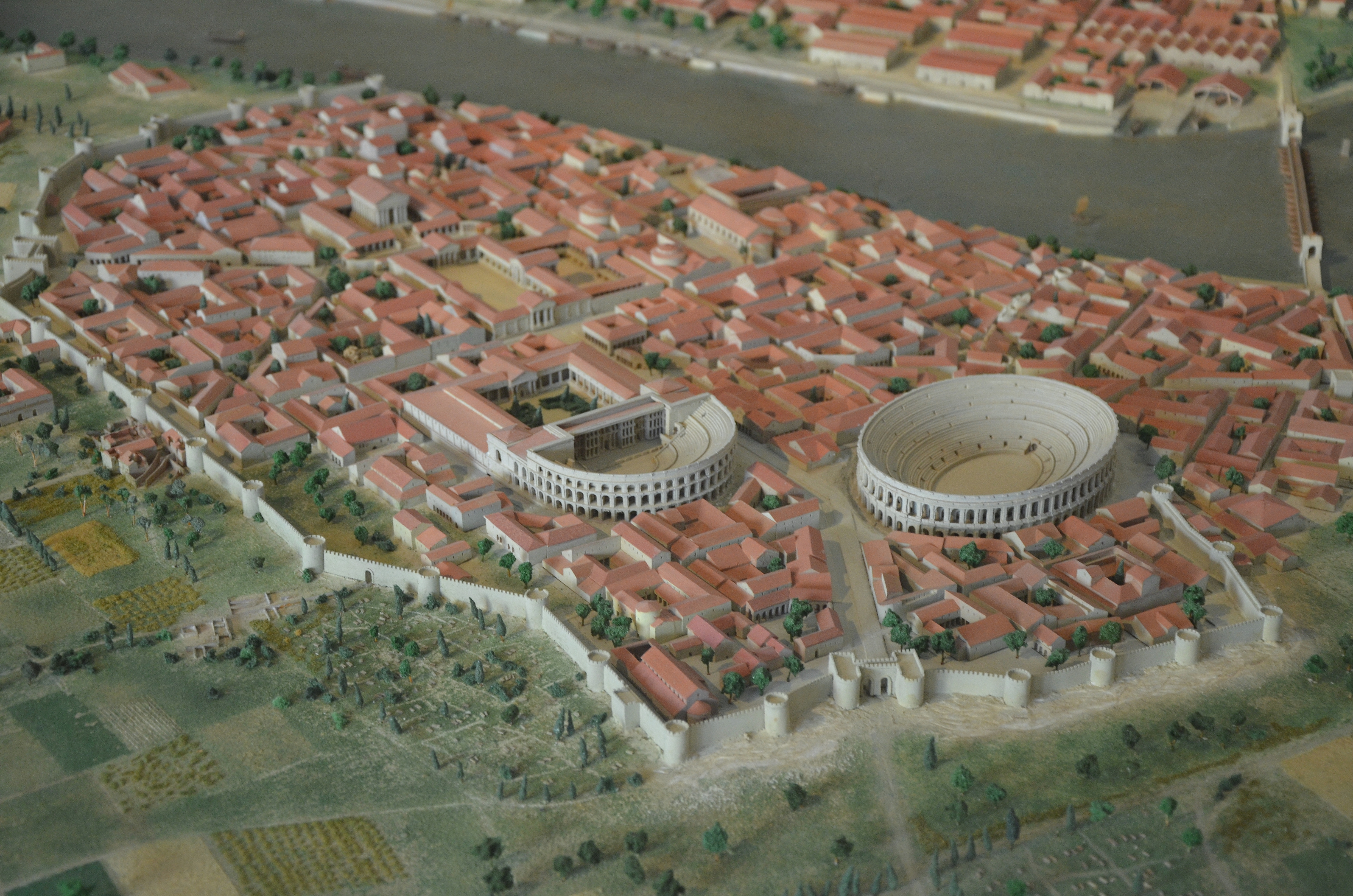
Maqueta de la ciutat romana d'Arelate (Arles). Era la capital de la prefectura del pretori de les Gàl·lies i va ser el primer objectiu dels visigots per expandir el seu territori.

Arles estava situada al costat del riu Roine i prop de la seva desembocadura a la Mediterrània el que l'havia convertit en un important port comercial. La seva riquesa i posició li feia molt desitjable per als visigots els qui van aprofitar la confusió de la guerra civil en curs i el motí ocorregut a la ciutat per intentar aconseguir-la. Un exèrcit d'aquest poble va partir de Tolosa i es va dirigir directament a la ciutat sense distreure's amb l'atac a les poblacions en el seu camí; van travessar el riu i van posar a la ciutat sota setge. Arles, això no obstant, comptava amb bones muralles i la possibilitat de ser proveïda per via fluvial el que va permetre als seus defensors aguantar el setge durant l'hivern de 424-425 a l'espera que el govern de Ravenna enviés reforços.
Joan no va poder destinar cap contingent per ajudar-los, ja que estava immers en la seva pròpia defensa davant l'atac de les tropes romanes orientals que, finalment, el van capturar i van executar al maig de 425. Alguns dies després de la seva mort, va arribar Aeci amb tropes dels huns en la seva ajuda i es va enfrontar amb l'exèrcit oriental al costat de Ravenna sense que cap dels dos es pogués imposar clarament. Això va portar a negociacions entre tots dos que van finalitzar amb un acord que atorgava a Aeci el càrrec de comes militar dins del nou govern. Se li va assignar, llavors, com a primera missió dirigir-se a la ciutat d'Arles per aixecar el setge a què estava sotmesa pels visigots.
Encara que bona part de l'exèrcit dels huns havia tornat al seu territori, el general romà va retenir un important contingent com a exèrcit personal i amb ells es va dirigir cap a la Gàl·lia. Eren soldats de cavalleria i no trigarien gaires dies a travessar els Alps per arribar a prop de la ciutat. Els visigots van haver de tenir notícies de la seva aproximació i com que la seva posició estratègica era delicada perquè es trobaven entre el riu i el front d'atac de l'exèrcit dels huns, van decidir aixecar el setge i fugir abans que Aeci arribés amb les seves tropes.

## Conseqüències i esdeveniments posteriors
L'atac visigot a Arles va ser el primer intent que van realitzar per expandir el territori que l'Imperi els havia concedit el 418. Va acabar per trencar les relacions entre ells i el govern imperial que ja s'havien deteriorat quan el contingent visigot va abandonar a Castí durant la campanya contra els vàndals dos anys abans. Tot just cinc anys després, van tornar a intentar expandir el seu territori cap a la Mediterrània. Per Aeci, per la seva banda, va significar l'inici d'una exitosa carrera militar durant la qual restabliria bona part del control imperial perdut a la Gàl·lia i que el portaria a ser el governant de facto de l'Imperi occidental a partir de l'any 435